# 平山晃康
平山 晃康（ひらやま てるやす、1954年 - ）は、日本の医学者、医師。専門は、脳神経外科学、脳卒中医学。学位は、医学博士。
日本大学松戸歯学部臨床教授、元日本大学医学部脳神経外科学系神経外科学分野教授(研究所)、元日本大学病院脳神経外科科長、元日本大学松戸歯学部付属病院副病院長。

## 来歴
兵庫県龍野市（現・たつの市）出身。龍野市立龍野小学校、淳心学院中学校・高等学校、日本大学医学部卒業。日本大学大学院医学研究科修了。日本大学医学部脳神経外科学系神経外科学分野教授。専門は、機能的脳神経外科・脳血管疾患・神経外傷・臨床神経生理。
機能的脳外科疾患（不随意運動、難治性疼痛など）の領域においては、故坪川孝志教授（前日本大学名誉教授）、片山容一教授（日本大学名誉教授）らとともに、不随意運動や難治性疼痛に対する脳深部刺激療法や難治性疼痛（とくに視床痛などの脳卒中後の痛み）に対する運動領野刺激療法の開発、臨床応用に携わった。トロント大学脳神経外科勤務時は、R.R.Tasker教授（トロント大学脳神経外科教授）、J.O.Dostrovsky教授（トロント大学生理学教授）,Karen Davis教授（トロント大学教授）F.Lenz教授（ジョンズ　ホプキンス大学脳神経外科教授）とともに不随意運動（パーキンソン病、ジストニア、痙性斜頸など）や難治性疼痛に対する脳深部刺激療法や脊髄刺激療法の臨床応用に携わった。メイジュ症候群、顔面痙攣、眼瞼痙攣、痙性斜頚などの頭頚部領域の難治性不随意運動症や上肢・下肢の痙縮の治療（ボトックス注射、バクロフェン髄注療法「ITB」、経頭蓋的磁気刺激療法「TMS」など）も、大島秀規准教授（日本大学医学部脳神経外科准教授）とともに積極的行っている。
脳血管疾患の領域では、片山容一教授、故加納恒男准教授（日本大学医学部脳神経外科准教授）、大島秀規准教授（日本大学医学部脳神経外科准教授）らとともに、脳動静脈奇形、巨大脳動脈瘤、頸動脈狭窄、もやもや病などに対するマイクロサージェリーおよび血管内手術（脳動静脈奇形の塞栓術、脳動脈瘤のコイル、頸動脈狭窄のステントなど）の開発、臨床応用に従事した。トロント大学脳神経外科勤務時は、W.Lougheed教授とともに頸動脈狭窄、脳動脈瘤などの血管疾患の治療（CEA:頚動脈内膜剥離術など）と末梢神経絞扼疾患（手根管症候群など）に取り組んだ。
脳腫瘍の領域および臨床神経生理の領域では、故坪川孝志教授、片山容一教授（日本大学名誉教授）らとともに、運動誘発電位(Motor Evoked Potential:MEP)、聴性脳幹誘発電位（Auditory Brainstem Evoked Potential:ABEP）、感覚誘発電位(Sensory Evoked Potential:SEP)、覚醒下手術などの開発、臨床応用に携わった。より安全な脳腫瘍の開頭摘出術を確立した。
神経外傷の領域では、平成3年からの日本大学医学部附属板橋病院救命センター時代（平成5年まで）に、林成之教授（日本大学名誉教授）、片山容一教授とともに脳低温療法（低体温療法）や頚静脈球部酸素飽和度（SjO2）の開発、臨床応用に携わった。
平成15年からは、秋元芳明教授（元日本大学松戸歯学部口腔外科教授）、小宮正道教授（前日本大学松戸歯学部口腔外科教授）、金田隆教授（日本大学松戸歯学部放射線科教授）、田中茂男准教授(日本大学松戸歯学部口腔外科准教授)とともに顔面外傷（多発顔面骨骨折など）の治療や口腔内癌（舌癌、歯肉癌など）に対する超選択的抗がん剤動注療法の開発、および臨床応を行った。
最近では、日本大学松戸歯学部神経歯科の成田紀之客員教授とともに口部ジスキネジア、口舌ジスキネジアなどの頭頚部領域の難治性不随意運動症や難治性顔面痛（舌痛症を含む）の治療（ボトックス注射、経頭蓋的磁気刺激療法[TMS]など）に取り組んでいる。また、日本大学松戸歯学部辻本恭久教授（現日本顕微鏡歯科学会会長）とは、歯科領域の治療に対して積極的に顕微鏡（マイクロスコープ）の導入に取り組んで、成果を上げている。

## 略歴
- 1981年 - 日本大学医学部卒業、 医師免許取得
- 1985年 - 日本大学大学院医学研究科（脳神経外科学専攻）修了 医学博士の学位取得。論文の題は「Inhibition of trigeminal subnucleus caudalis neurons by thalamic sensory relay nucleus stimulation in cats(三叉神経脊髄路核尾側亜核neuronに対する視床中継核刺激の抑制効果)」[1]。
- 1986年 - トロント大学脳神経外科（オンタリオ州医師免許取得）
- 1988年 - 日本脳神経外科学会専門医取得
- 1991年 - 日本大学医学部脳神経外科学教室助手(有給)、日本大学医学部附属板橋病院救命救急科医長
- 1995年 - 日本大学医学部脳神経外科学教室講師(専任扱)
- 1998年 - 日本大学医学部脳神経外科学教室講師(専任扱)、駿河台日本大学病院脳神経外科科長
- 1999年 - 春日部市立病院脳神経外科部長
- 2000年 - 日本大学医学部脳神経外科学教室講師(専任扱)、日本大学医学部附属板橋病院脳神経外科医長
- 2001年 - 日本大学医学部脳神経外科学講座講師(専任扱)、日本大学医学部附属板橋病院脳神経外科医長
- 2002年 - 日本大学医学部脳神経外科学講座専任講師、駿河台日本大学病院脳神経外科科長
- 2003年 - 日本大学松戸歯学部教授、日本大学松戸歯学部付属病院脳神経外科科長
- 2009年 - 日本大学松戸歯学部教授、日本大学松戸歯学部付属病院副病院長・脳神経外科科長
- 2012年 - 日本大学医学部脳神経外科学系神経外科学分野教授(研究所)、駿河台日本大学病院脳神経外科部長
- 2014年 - 日本大学医学部脳神経外科学系神経外科学分野教授(研究所)、日本大学病院脳神経外科科長
- 2016年 - 日本大学医学部脳神経外科学系神経外科学分野教授(研究所)、日本大学医学部附属板橋病院脳神経外科救急担当医長
- 2017年 - 日本大学医学部脳神経外科学系神経外科学分野教授(研究所)、日本大学医学部附属板橋病院脳神経外科外来医長・救急担当医長
- 2020年 - 日本大学を定年退職
- 2020年 - 日本大学松戸歯学部臨床教授、日本大学松戸歯学部付属病院顎脳機能センター痛み医科

## 所属学会など
- 日本脳神経外科学会前代議員、前保険委員会副委員長、前アドバイザー・外保連委員、DPC/MDC01担当委員、国際委員会アドバイザー、学会誌（Neurologia medico-chirurgica (NMC) 誌、NMC Cace Report Journal (NMC CRJ) 誌）査読委員、元プログラム委員、Neuorinfo Japanワーキンググループ委員（外傷担当）
- 日本脳神経外科コングレス前運営員
- 日本脳卒中学会代議員、前評議員
- 世界脳卒中学会正会員(Active member of the World Stroke Organization)
- 日本脳神経外科救急学会 　功労会員、前社員、前理事、PNLS 委員会委員（コーディネーター）学会誌査読委員、前国際委員会委員長、前保険委員会副委員長、第21回日本脳神経外科救急学会大会長（2016年）
- 国際定位・機能神経外科学会国際会員(WSSFN)
- 国際脳神経外科連合（WFNS）会員
- アジア・オーストラレイシア脳神経外科学会（AASNS）会員
- 世界ニューロモジュレーション学会国際会員(INS:international neuromodulation society regular member)
- 米国脳神経外科学会国際会員(AANS:international active member、IFAANS)　Teruyasu Hirayama has been recognized as an International Fellow of the American 　　Association of Neurological Surgeons, which was founded in 1931 as the Harvey Cushing Society. Dr Cushing (April 8, 1869 – October 7, 1939) is widely regarded as the father of neurosurgery and is a legend in the world of science and surgery.
- Member、Division of Neurosurgery Alumni、University of Toronto
- 8th Asian Conference of Neurological Surgeons(ACNS) Vice-President (Japan)
- Asian Conference of Neurological Surgeons(ACNS) Executive committee member,Education member
- 世界疼痛学会（IASP:International　Association for the Study of Pain. Regular member、International active member）NeuPSIGーSIGN Satellite Symposium,IASP,2016,Yokohama September 25,2016,代表世話人
- Neurocritical Care Society  会員、ENLSインストラクター
- 国際低体温療法学会組織委員
- 日本疼痛学会元理事、名誉会員
- 日本意識障害学会理事
- 日本口腔顔面痛学会評議員
- 日本頭痛学会代議員
- 日本ボツリヌス治療学会代議員
- 日本脳神経モニターリング学会理事
- 日本脳低温療法学会幹事
- MDC01_DPC検討WG作業班班員（厚生労働省）
- 外保連　手術委員会委員、画像診断作成ワーキング委員会委員
- 日本顕微鏡歯科学会理事、代議員、元専門医試験副委員長、編集委員会（JAMDオンラインジャーナル）編集委員、MICRO：Executive Editors、YEAR BOOK：編集委員
- 日本ECS（Emergency Coma Scale）研究会（世話人）
- 関東脳神経外科懇話会顧問
- 東京脳神経血管内治療研究会世話人、技術向上プログラム役員
- 関東機能的脳外科カンファレンス顧問
- 東京東部脳卒中連携協議会世話人
- 東葛脳神経外科研究会世話人
- 東葛脳神経血管内手術研究会世話人
- 西関東NeuroIVR 世話人
- ブレインフォーラム千葉（世話人）
- 日本メディカルスポーツ協会　理事
- 日本大学医学部同窓会前副会長、参与、渉外委員会顧問、企画委員会委員
- 日本大学医学会評議員（前日本大学医学会副会長）
- 日本大学校友会委員
- 日本大学校友会スポーツ振興特別委員会　委員
- 日本大学校友会スポーツ振興特別委員会附属　Sports Medical Support team　chairman
- 日本大学口腔科学学会   理事、評議員
- Best Doctors in Japan 2010~2011
- Best Doctors in Japan 2012~2013
- Best Doctors in Japan 2014~2015
- Best Doctors in Japan 2016~2017
- Best Doctors in Japan 2018~2019
- International Biographical Centre of Cambridge, England: International Health Professional of the Year.2011
- International Biographical Centre of Cambridge, England: Top 100 Health Professionals.2011
- Elsevier Review Committee（問題作成・監修委員会）医師国家試験（過去問題）
- Cerebrovascular Diseases 査読委員
- Neurological Research　査読委員

## 専門医
- 日本脳神経外科学会指導医、専門医
- 日本脳神経血管内治療学会専門医
- 日本脳卒中学会指導医、専門医
- 日本救急医学会専門医
- 日本頭痛学会指導医、専門医
- 日本意識障害学会認定サポート医
- 日本顕微鏡歯科学会指導医、認定医
- 日本口腔顔面痛学会指導医、認定医
- 臨床研修指導医（厚労省）
- ACLS・BLSインストラクター
- ENLSインストラクター
- PNLSインストラクター及びコースディレクター
- t-PA 実施医
- ITB（バクロフェン髄注療法）実施医
- ボトックス 実施医（眼瞼痙攣、片側顔面痙攣、痙性斜頸、2歳以上の小児脳性麻痺患者における下肢痙縮に伴う尖足、上肢痙縮・下肢痙縮実施資格取得）
- 身体障害者 （肢体不自由、音声・言語障害（咀嚼障害を含む））認定医
- 小児慢性特定疾病指定医
- 難病指定医